# 192155 Hargittai
A 192155 Hargittai (ideiglenes jelöléssel 2006 HZ17) a Naprendszer kisbolygóövében található aszteroida. Sárneczky Krisztián fedezte fel 2006. április 21-én.
Nevét Hargittai István (1941) és Hargittai Magdolna (1945) kémikusok és akadémikusok után kapta.